# Władysław Nekanda-Trepka
Władysław Nekanda-Trepka (ur. 3 lutego?/15 lutego 1884 w Mińsku, zm. 25 marca 1942 w ZSRR) – podpułkownik artylerii Wojska Polskiego.

## Życiorys
Urodził się 15 lutego 1884 w Mińsku Litewskim, w rodzinie Stanisława i Stefanii z Oziębłowskich.
Po zakończeniu I wojny światowej, jako były oficer armii rosyjskiej został przyjęty do Wojska Polskiego i zatwierdzony do stopnia porucznika. Został awansowany na stopień podpułkownika w korpusie oficerów aeronautycznych ze starszeństwem z dniem 1 czerwca 1919. W 1923, 1924 jako oficer nadetatowy 1 pułku lotniczego był kierownikiem Składów Lotniczych w Dęblinie, przynależnych do Centralnych Zakładów Lotniczych. Później został przeniesiony macierzyście do kadry oficerów lotnictwa z równoczesnym przeniesieniem służbowym do Oficerskiej Szkoły Lotniczej. W październiku 1926 został przeniesiony do korpusu oficerów artylerii z równoczesnym wcieleniem do 28 Pułku Artylerii Polowej w Dęblinie i pozostawiony w dyspozycji dowódcy pułku. Z dniem 1 marca 1927 został przeniesiony służbowo na X kurs dowódców dywizjonów w Centrum Wyszkolenia Artylerii w Toruniu. W sierpniu tego roku został przeniesiony z 28 do 16 pułku artylerii polowej w Grudziądzu na stanowisko dowódcy III dywizjonu. W marcu 1929 został zwolniony z zajmowanego stanowiska i oddany do dyspozycji dowódcy Okręgu Korpusu Nr VIII, a z dniem 31 sierpnia tego roku przeniesiony w stan spoczynku. W 1938 mieszkał w Oszmianie przy ul. Polnej 17.
Podczas II wojny światowej był podpułkownikiem Polskich Sił Zbrojnych w ZSRR. Zmarł 25 marca 1942. Został pochowany na cmentarzu w uzbeckim Jangi-Jul.

## Ordery i odznaczenia
- Krzyż Walecznych
- Złoty Krzyż Zasługi (10 listopada 1928)[17]